# 티엘순 브리지

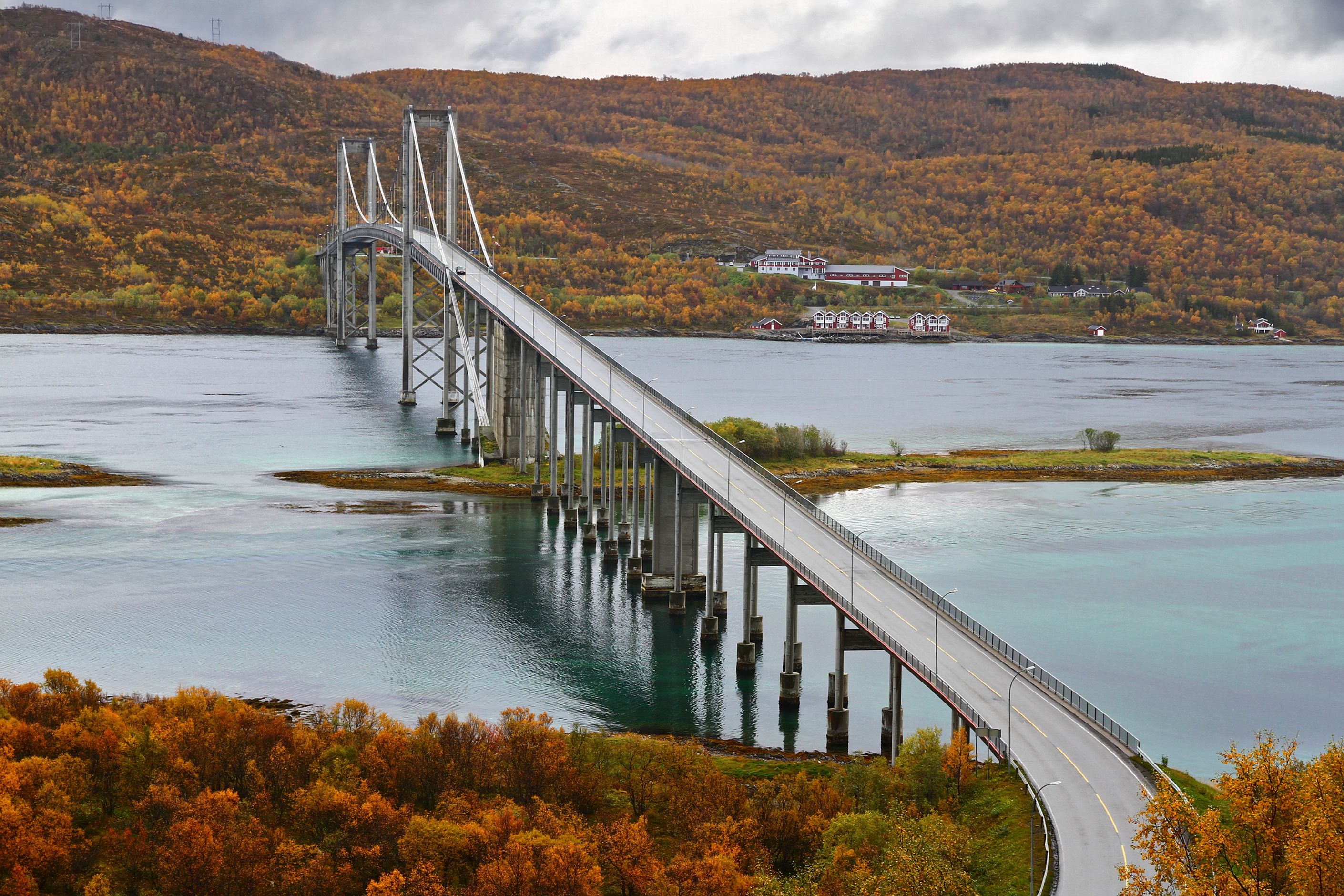

티엘순 브리지(Tjeldsund Bridge, 노르웨이어: Tjeldsundbrua)는 노르웨이 트롬스오그핀마르크주의 현수교이다. 이 다리의 길이는 1,007미터이며 폭은 9.3미터이다. 30개월 375,000의 노동 시간, 112,000개의 시멘트 가방, 1200톤의 철강, 45,000,000 kr의 비용을 들인 이후 1967년 8월 22일 올라프 5세에 의해 오픈되었다.
이 다리는 유럽 고속도로 10호선 고속도로를 연결한다. 로포텐 제도를 대륙으로 연결하는 교량망의 일부이다.